# Stora Bergmyrtjärnen
Stora Bergmyrtjärnen är en sjö i Bräcke kommun i Jämtland och ingår i Ljungans huvudavrinningsområde.